# Sudario di Gunther

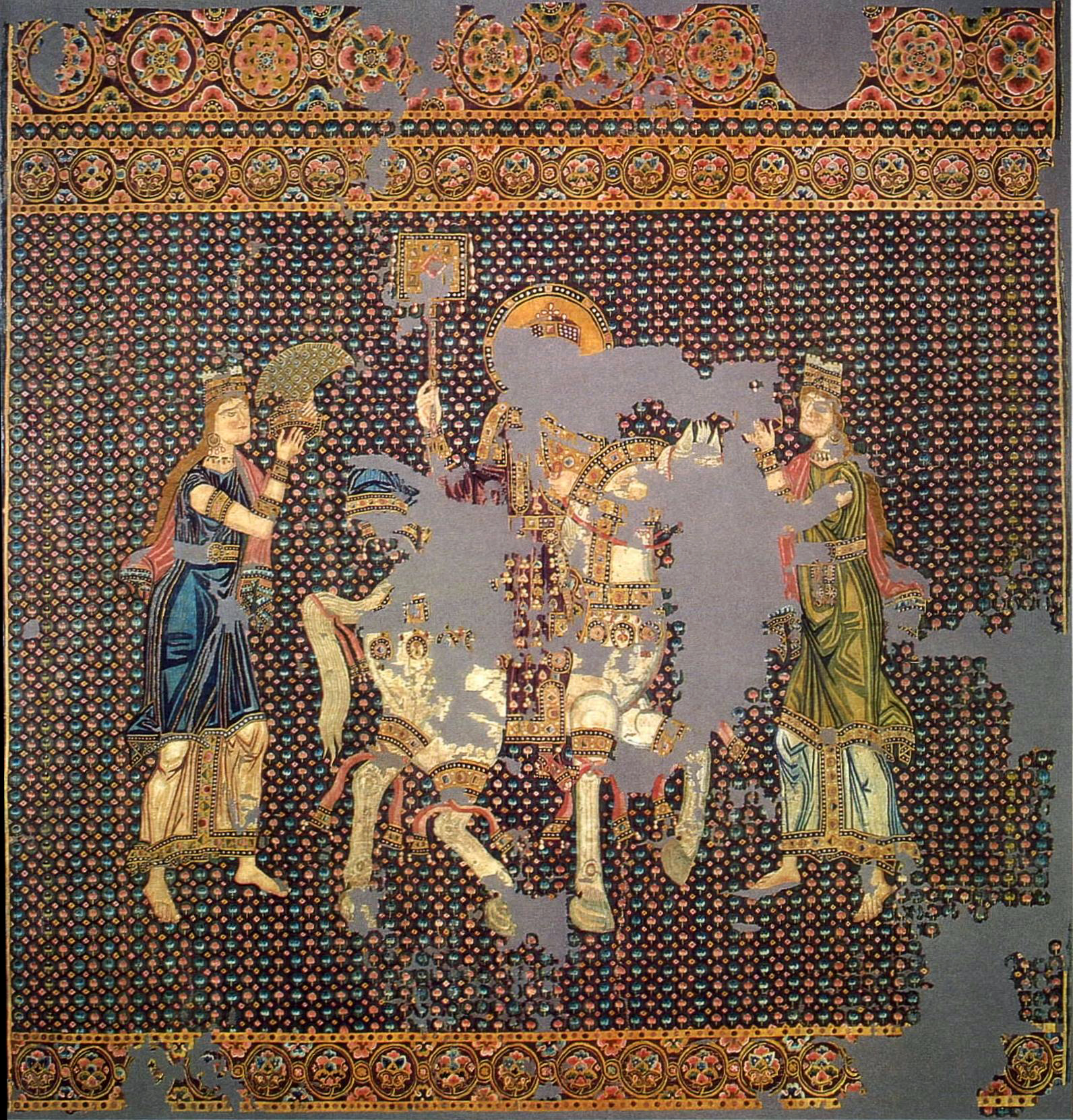
Il Sudario di Gunther, Museo Diocesano, Bamberga.

Il cosiddetto Sudario di Gunther (in tedesco: Gunthertuch) è un arazzo di seta bizantina che rappresenta il ritorno trionfale di un imperatore bizantino da una campagna vittoriosa. Il pezzo fu acquistato, o probabilmente ricevuto come dono, da Gunther di Bamberga, vescovo di Bamberga, durante il suo pellegrinaggio del 1064–65 in Terra santa. Gunther morì nel suo viaggio di ritorno, e fu sepolto con esso nel Duomo di Bamberga. Il tessuto fu riscoperto nel 1830, ed è ora esposto nel Museo Diocesano di Bamberga.

## Storia
Nel novembre 1064, Gunther prese parte al cosiddetto "Grande pellegrinaggio tedesco" a Gerusalemme, sotto la guida dell'arcivescovo di Magonza Sigfrido I, del vescovo di Utrecht Guglielmo I e del vescovo di Ratisbona Otto di Riedenburg. I pellegrini, che ammontavano a circa 7.000 persone, viaggiarono attraverso l'Ungheria e poi attraverso l'Impero bizantino fino alla Terra Santa.
A Costantinopoli, la capitale bizantina, l'imponente statura di Gunther e i suoi abiti eleganti portano a credere che egli fosse l'imperatore Enrico IV, che viaggiava in incognito. Non si sa come Gunther si sia procurato la seta. Il bizantinista Günter Prinzing teorizzò che la stoffa fosse in realtà usata come arazzo da parete nella Hagia Sophia. Gunther di Bamberga morì il 23 luglio 1065 durante il suo viaggio di ritorno a Székesfehérvár a causa di una grave malattia. Gli altri pellegrini riportarono il suo corpo a Bamberga, avvolto nella stoffa. Là fu sepolto finché non venne riscoperto il 22 dicembre 1830, quando la tomba di Gunther fu aperta come parte di estesi lavori di restauro sulla cattedrale. Oggi, il Gunthertuch è esposto a fianco di vesti imperiali dell'XI secolo, delle insegne e dei paramenti di papa Clemente II e di altri articoli nel Museo Diocesano di Bamberga (Diözesanmuseum Bamberg).

## Descrizione
La stoffa è tessuta usando la tecnica dell'arazzo. È alta 218 cm e larga 211 cm e mostra un imperatore bizantino su uno sfondo con disegni. Sta cavalcando su un cavallo bianco, indossa una corona imperiale in stile bizantino e porta un labarum in miniatura sulla mano destra. L'imperatore è affiancato da due figure di Tyche, personificazioni femminili della fortuna di una città. Sono incoronate con corone murarie e vestite con sottovesti gialle lunghe fino alla caviglia e sopratuniche trasparenti colorate. La Tyche a destra, con una sopratunica verde, porge probabilmente una corona all'imperatore, mentre quella a sinistra, vestita di blu,  tiene il toupha, un copricapo riservato esclusivamente ai trionfi. Entrambe le figure sono rappresentate a piedi nudi, una convenzione simbolica tipica degli schiavi, che significa la loro sottomissione all'imperatore, o per rappresentare la loro divinità come dee della fortuna.

## Interpretazione

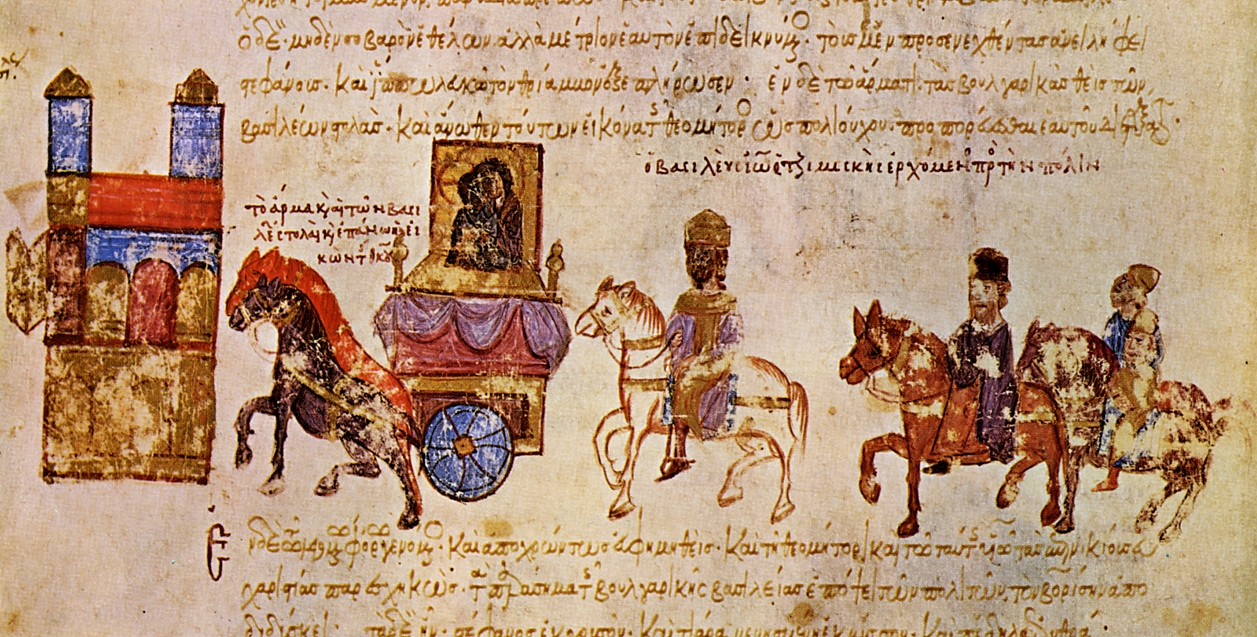
Il ritorno trionfale di Giovanni Zimisce a Costantinopoli nel 971, come raffigurato nello Scilitze di Madrid. Un carro con l'icona della Vergine Maria precede l'imperatore, che è seguito dallo zar bulgaro prigioniero Boris II.

L'imperatore fu inizialmente identificato, dal bizantinista francese André Grabar, con Basilio II (r. 976–1025), e il suo ritorno trionfale dalle sue guerre contro i Bulgari. La ricerca moderna tuttavia ha concluso che la stoffa rappresenta Giovanni I Zimisce (r. 969–976) e il suo ritorno nel 971 dalla sua campagna contro i Rus', che avevano invaso e occupato la Bulgaria.
Secondo lo storico contemporaneo Leone il Diacono, durante la sua processione trionfale Zimisce cavalcava su un cavallo bianco dietro un carro che trasportava un'icona della Vergine Maria nonché le insegne bulgare, con Boris II di Bulgaria e la sua famiglia prigionieri che seguono dietro Zimisce. Il successivo resoconto di Giovanni Scilitze differisce in alcuni dettagli nella descrizione della processione, ma entrambe le fonti concordano che in questa occasione Zimisce cavalcava un cavallo bianco e che le due corone bulgare svolgevano un ruolo importante nella cerimonia. Entrambi gli autori concordano che una di queste corone era una tiara (cioè la toupha), conformemente alla raffigurazione del Gunthertuch.
Le fonti più antiche interpretavano che le due Tychae rappresentassero Roma e Costantinopoli ("Nuova Roma"), o anche Atene e Costantinopoli, le due città dove Basilio II celebrò la sua vittoria sui Bulgari. Una proposta diversa suggeriva, in base al colore dei loro abiti, che le Tyche rappresentassero i Blu e i Verdi, i due tradizionali demoi (fazioni del circo) di Costantinopoli. Gli studi moderni d'altro canto suggeriscono che esse possano rappresentare le due principali città catturate durante la campagna di Zimisce, Preslav e Dorostolon. È significativo in questo contesto che queste due città siano state rinominate Ioannoupolis (dal nome dell'imperatore) e Theodoroupolis (dal nome di san Teodoro Stratelate, che si crede sia intervenuto nella battaglia finale contro i Rus' prima di Dorostolon).